# 伊沢良立
伊沢 良立（いざわ りょうりつ、慶応3年1月23日（1867年2月27日） - 昭和2年（1927年）1月11日）は、明治から大正の実業家。多様な会社の経営に係わり、三井銀行大阪支店支配人、住友銀行副支配人などを歴任した。縁戚に山縣有光（男爵）が居る。

## 経歴
山城国淀藩家老、一刀流剣術師範役・伊澤一郎の二男。明治12年（1879年）に京都府中学に学び、東上して慶應義塾に入り、明治20年（1887年）に21歳で卒業。時事新報社記者を経て三井銀行へ入社。三井物産長崎支店長などを経て、三井銀行大阪支店長。その後、鈴木馬左也の懇意により住友銀行に転じ、副支配人となる。
日露戦争後の不況時の後に起こった、日本製糖汚職事件後に藤山雷太・渋沢栄一の斡旋により大日本製糖会社の再建に着手。大正3年（1914年）に弥生商会を創立し、東邦炭鉱株式会社取締役。内外ビルディング株式会社を創立し、のち昭和ビルディングとなる。ほか、株式会社東京会館創立委員、北海道鉄道、雨龍鉄道株式会社監査役。
晩年は、帝国水難救済会理事、慶應義塾評議員、日本工業倶楽部理事、交詢社理事なども務めた。